# 维勒迪约莱巴约勒
维勒迪约莱巴约勒（法語：Villedieu-lès-Bailleul，法語發音：[vildjø lɛ bajœl] ⓘ，意为“巴约勒附近的维勒迪约”）是法国奥恩省的一个市镇，位于该省北部，属于阿让唐区。

## 地理
维勒迪约莱巴约勒（48°48'50"N, 0°1'10"E）面积4.71 平方千米，位于法国诺曼底大区奧恩省，该省份为法国西北部内陆省份，北起顺时针与卡爾瓦多斯省、厄尔省、厄尔-卢瓦省、萨尔特省、马耶讷省和芒什省接壤。
与维勒迪约莱巴约勒接壤的市镇（或旧市镇、城区）包括：库隆斯、巴约勒、迪沃河畔图尔奈、欧日地区古费恩。

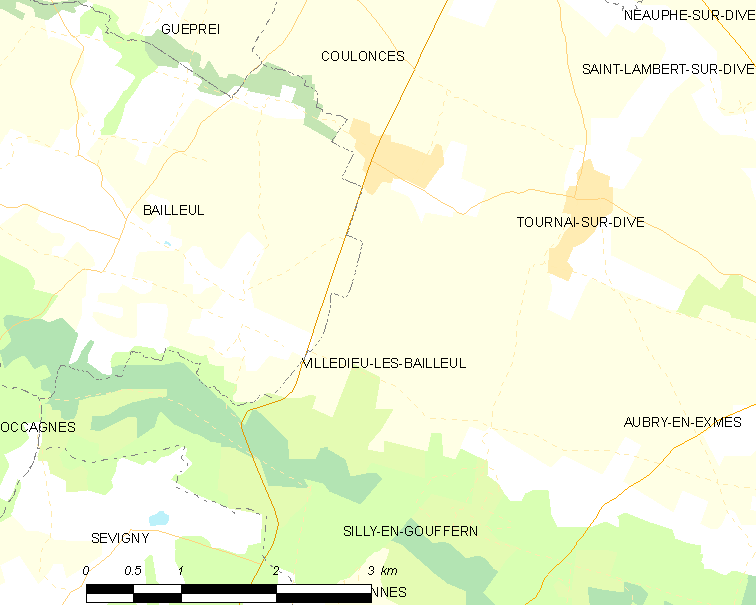
维勒迪约莱巴约勒的OSM定位图

维勒迪约莱巴约勒的时区为UTC+01:00、UTC+02:00（夏令时）。

## 行政
维勒迪约莱巴约勒的邮政编码为61160，INSEE市镇编码为61505。

## 政治
维勒迪约莱巴约勒所属的省级选区为阿让唐第二县。

## 人口

1962-2008年间维勒迪约莱巴约勒人口变化图示

维勒迪约莱巴约勒于2022年1月1日时的人口数量为207人。